# LINX (芸能事務所)
LINX（リンクス）は、東京都渋谷区に拠点を置く芸能プロダクション。

## 概要
マークスグループの解散・再編にともない設立。主にAV女優のマネジメントを手掛けている。運営しているのは株式会社MGO。
Japan production guild（日本プロダクション協会）加盟プロダクション。

## 所属モデル
あ行
- 相浦茉莉花
- 相沢澪
- 藍瀬ミナ
- 逢見リカ
- 葵百合香
- 青井いちご
- 赤西涼
- 有加里ののか
- 浅羽ゆめ
- 朝比ゆの
- 飛鳥りいな
- 天河みなせ
- 天月あず
- 天乃のあ
- 綾瀬舞菜
- 綾瀬天
- 彩奈リナ
- あやめ陽菜
- 鮎川きさら
- 新セリナ
- 有賀みなほ
- 安堂はるの
- 安奈真理恵
- 伊織ひなの
- 伊佐木リアン
- 泉りおん
- 市来まひろ
- 一条綺美香
- 市成心海
- 一乃あおい
- 稲月このは
- 稲場ゆき
- 稲見なずな
- 磐井玲子
- 宇佐美みおん
- 海埜ほたる
- 宇流木さらら
- 江夏ルキア

か行
- 香椎佳穂
- 香澄莉緒
- 香月えりさ
- 香苗レノン
- 兼咲みゆ
- 架乃ゆら
- 神園ゆあ
- 茅野亜美
- 川相華南
- 菊市桃子
- 菊川麻里
- 喜久田みつは
- 妃ひかり
- 如月なみか
- 北川美玖
- 木之内奈々葉
- 京野美麗
- 清巳れの
- 桐嶋あみな
- 桐原みお
- 久我里依紗
- 久保今日子
- 倉谷いず美
- 倉本雪音
- 久留生れむ
- 高坂亜由美
- 琴羽みおな

さ行
- 坂咲みほ
- 佐久間恵美
- 佐々木夏菜
- 沙月恵奈
- 真田えりな
- 汐河佳奈
- 静河真理子
- 篠原ちとせ
- 柴崎はる
- 白木優子
- 城咲京花
- 城沢雪乃
- 城山若菜
- 新城優菜
- 末藤さより
- 杉岡恵美子
- 杉崎みさき
- 須崎美羽
- 鈴木さとみ
- 澄河美花
- 瀬尾礼子
- 瀬那ルミナ
- 園田かのこ

た行
- 高樹あすか
- 貴城セイラ
- 高瀬ともか
- 高梨有紗
- 瀧上リラ
- 橘内ひなた
- 玉木くるみ
- 立岡杏菜
- 玉城夏帆
- 千早まりあ
- 月咲すずね
- 月野ゆりね
- 月美りょう
- 東條なつ
- 巴なのこ
- 豊崎清香
- 豊崎みさと

な行
- 那賀崎ゆきね
- 中西江梨子
- 奈築りお
- 夏八木彩月
- 七藤優亜
- 七宮ゆりあ
- 奈良崎みづき
- 成澤ひなみ
- 南条亜美菜
- 西海しおん
- 西丘エマ
- 西野美幸
- 二之宮りえな
- 乃木ちはる
- 乃々河奈緒花

は行
- 華村千裕
- 早川りょう
- 早見なな
- 秀島リセ
- 雛乃ゆな
- 平井栞奈
- 広瀬なるみ
- 深美みりあ
- 藤岡奈月
- 藤咲紫
- 藤白キョウカ
- 富士野つばめ
- 星奈茉奈花
- 星宮一花
- 本田凛

ま行
- 前田あこ
- 真木今日子
- 真崎あやと
- 真仲涼音
- 眞宮れいな
- 水上凪紗
- 三雲りょうな
- 美咲みなみ
- 御坂みやび
- 水川スミレ
- 美泉咲
- 実田あのん
- 光森珠理
- 深月めい
- 美ノ嶋めぐり
- 美原すみれ
- 宮園咲良
- 宮ノ木しゅんか
- 宮野りょうか
- 武藤あやか
- 宗像れな
- 盛永いろは

や行
- 山岸由香
- 優梨まいな
- 雪奈真冬
- 吉崎きよか
- 吉沢梨亜

ら行
- REONA

わ行
- 若菜れいか

## テレビ番組

### LINXカフェ
CS放送「エンタ!959」において不定期で「LINXカフェ」を放送。その時点での事務所売り出し女優がMCとして出演する。2022年からU-NEXTでも配信開始。
- LINXカフェ第一夜（2018年10月15日、エンタ!959）MC：架乃ゆら、ましろ杏、優梨まいな[3][4]　60分番組。
- LINXカフェ第二夜（2019年05月18日、エンタ!959）MC：星宮一花、一二三鈴、彩葉みおり[5]　60分番組。
- LINXカフェ第三夜（2020年12月2日、エンタ!959）MC：優梨まいな、加賀美さら[6]　30分番組。
- LINXカフェ第四夜（2022年3月16日、エンタ!959）MC：東條なつ、沙月恵奈[7]　30分番組。